# 四棘金錢魚
四棘金钱鱼为輻鰭魚綱鱸形目刺尾魚亞目金钱鱼科的其中一種。

## 分布
本魚分布于印度西太平洋區，包括東非、南非、馬達加斯加、澳洲、新幾內亞等海域。

## 深度
水深1至10公尺。

## 特徵
本魚體側扁，呈圓盤狀，背部高聳隆起，口小。鱗片細小，魚體呈黃褐色，體具有6至7條深色橫紋，腹部銀白色，尾鰭截形，背鰭硬棘11枚；背鰭軟條 15至18枚；臀鰭硬棘4枚；臀鰭軟條14至15枚，體長可達30公分。

## 生態
本魚棲息於熱帶海域，常在河口處、紅樹林或潟湖活動，屬廣鹽性魚類，受驚嚇會發出「嘓嘓」的叫聲。屬雜食性，以藻類及小型底棲無脊椎動物為主食。

## 經濟利用
可食用魚，幼魚可做為觀賞魚。

## 扩展阅读
維基物種上的相關：四棘金钱鱼